# ريكاردو بونيتو
ريكاردو بونيتو (Riccardo Bonetto)، (أزولو بمقاطعة تريفيزو، 20 مارس 1979)، لاعب كرة قدم إيطالي.
بدأ مسيرته الكروية مع نادي أسكولي في موسم 2002/2003، ولعب معهم 11 مباراة، وفي عام 2003 انتقل إلى نادي إمبولي، ولعب معهم حتى عام 2006، وشارك معهم في 53 مباراة وسجل هدفين، ومنذ عام 2006 وهو يلعب مع نادي لاتسيو.

## وصلات خارجية
- ريكاردو بونيتو على موقع قاعدة بيانات كرة القدم.إي يو (الإنجليزية)
- ريكاردو بونيتو على موقع عالم كرة القدم.نت (الإنجليزية)
- ريكاردو بونيتو على موقع كووورة